# Adriana Ehlers
Adriana Ehlers (Veracruz, 28 september 1894 - 1972) was een Mexicaans filmregisseur, cameravrouw, documentairemaker, film laboratoriumwerker, fotograaf en politicus. Samen met haar zus Dolores Ehlers was ze een pionier binnen de filmwereld. 

## Leven
Ehlers groeide op in de tijd van de Mexicaanse Revolutie. Op jonge leeftijd verloor ze haar vader. Haar moeder verdiende toen geld voor het gezin met een baan als verloskundige.

## Carrière
Ehlers heeft haar school niet kunnen afmaken omdat ze vanwege geldproblemen een baan moest nemen. Ze nam toen een baan als fotograaf voor een studio. Daar heeft ze veel geleerd. Haar zus Dolores en zij besloten vervolgens om zelf een portretfoto-studio op te zetten aan huis. Ze kregen steeds meer klanten en bekendheid, vanwege hun unieke stijl. Ze kregen de kans om een portret te maken van president Venustiano Carranza in Veracruz. President Carranza gaf ze hiervoor een beurs om fotografie te kunnen studeren in Boston.
Op 4 september 1916 arriveerden de zussen samenper schip via Ellis Island in de Verenigde Staten. Adriana Ehlers was toen 21 jaar oud. Zij werkte samen met haar zus bij Champlain Studios, waar ze zich bezighielden met commerciële fotografie. Ook gingen ze ’s avonds naar een kunstacademie voor docenten. De zusters Ehlers kregen een verlenging van hun beurs, waardoor ze cinematografie konden studeren. Ze gingen voor het Army Medical Museum werken in Washington DC. De overheid had het museum geld gegeven om films te maken om Amerikaanse soldaten van WWI te leren over gezondheidsproblemen. Hierleerden zij veel over het maken van films, onder andere het opnemen en het ontwikkelen van beelden. Uiteindelijk hebben ze beiden hun studie kunnen voltooien aan de Universal Pictures Company in Jacksonville, New Jersey.
In 1919 keerde Ehlers met haar zus terug naar Mexico. Daar begonnen ze in Mexico Stad met het verkopen van filmapparatuur van de Nicholas Power Company. Dit deden ze opnieuw aan huis. Ze noemden het ‘Casa Ehlers’. Hier in Mexico hebben ze in korte tijd op alle vlakken van de filmindustrie gewerkt. Ehlers kreeg uiteindelijk een baan bij de overheid als hoofd van de afdeling censuur bij de nieuwe regering met Adolfo de la Huerta als hoofd, nadat Carranza de macht verloren had. Haar taak was het om de films te censureren en tegen te houden die Mexico een slechte naam gaven of die een negatief stereotyperend beeld bevatten van Mexicanen. Dit gebeurde in die tijd veel  in Amerikaanse films. Ook maakten Ehlers en haar zus om die reden ook meerdere documentairefilms om het mooie van Mexico te laten zien. Zo filmden ze feesten en parades en de landschappen van Mexico, zoals de grotten van Cacahuamilpa. Maandenlang waren ze hiermee bezig en trokken ze door heel Mexico met hun camera-apparatuur. Ze ontwikkelden de films in het lab van de Afdeling van Cinematografie van de regering waar Dolores Ehlers afdelingshoofd was. De films werden afgespeeld bij onder andere scholen en organisaties.
Nadat Carranza vermoord was en Álvaro Obregón president werd, verloren beide zussen hun banen. Ze waren door Carranza beschermd en die bescherming viel na zijn dood weg.
De zusters Ehlers bleven films maken. Één film, die ze maakten voor een internationaal aardoliebedrijf,is nog in de Verenigde Staten vertoond.
In de periode van 1922 tot 1929 brachten ze met hun eigen productiebedrijf elke week onder de naam 'Revistas Ehlers' films uit met beelden van actuele gebeurtenissen of activiteiten zoals natuurrampen, protesten of feesten. Deze beelden verkochten ze dan rechtstreeks door aan exposanten. Ook bleven ze apparatuur verkopen met hun bedrijf 'Casa Ehlers'.
De films van de zusters Ehlers waren eerst opgeslagen bij de Mexicaanse overheid. Daarna zijn ze verplaatst naar de Nationale archieven en daarna naar de Nationale Filmbibliotheek. De beelden zijn daar verloren gegaan bij een brand in 1982.

## Kritiek
Adriana en haar zus ontvingen veel kritiek over het feit dat ze vrouwen waren die werkten in een vakgebied die bijna geheel bestond uit mannen. Zij waren onafhankelijke, zelfvoorzienende vrouwen en ook droegen ze al broeken in een tijd dat dat nog allesbehalve normaal was.

## Filmografie
- El agua potable en la ciudad de México (1920)
- La industria del petróleo (1920)
- Un paseo en tranvía en la ciudad de México (1920)
- Real España vs. Real Madrid (1921)
- Servicio postal en la ciudad de México (1921)
- Museo de Arqueología (1921)
- Las pirámides de Teotihuacán (1921)